# Moerckia japonica
Moerckia japonica là một loài rêu trong họ Pallaviciniaceae. Loài này được Inoue mô tả khoa học đầu tiên năm 1985.